# Triton International

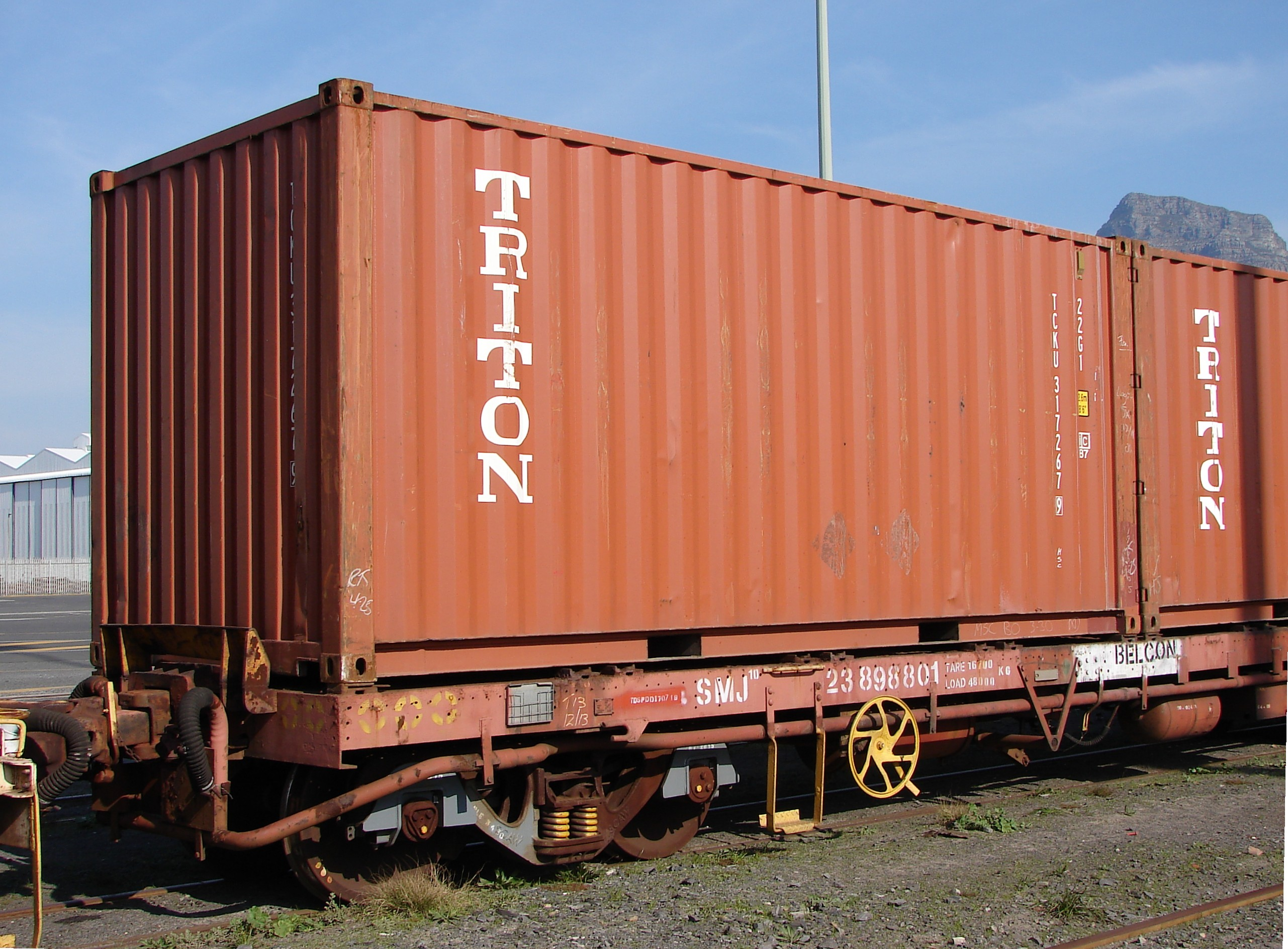
Triton 22G1 TCKU 317267 9

Triton International Limited ist ein Unternehmen der Logistikbranche, welches Dienstleistungen rund um die Bereiche vom Leasing und Verkauf von Transportcontainern anbietet.
Nach Eigendarstellung ist Triton International weltweit Marktführer in der Vermietung von ISO-Containern.
Das Unternehmen entstand durch die am 12. Juli 2016 stattgefundene Fusion von Triton Container International Limited und TAL International Inc. Letztere tritt auch heute noch als eigenständige Marke innerhalb der Gruppe auf.
Das UK-Geschäft ist in der eigenen Division „Spacewise UK Containers“ ausgelagert und in der Form schon seit 1989 bestehend.

## Geschäftsbereiche
Zum gegenwärtigen Zeitpunkt deckt das Unternehmen folgende Geschäftsfelder ab:
- Containerleasing
  - Trockenfrachtcontainer
  - Kühlcontainer
  - Tankcontainer (Flüssigkeiten)
  - Spezialcontainer (Sperrgut, Übermaße)
  - Chassis (Container für den inländischen Transport)

- Containerankauf und -verkauf (insbesondere Gebrauchtcontainer)
- Verkauf und Vermietung von RoRo-Equipment

## Niederlassungen
Das Unternehmen betreibt mehrere Niederlassungen in allen wichtigen Hafenorten weltweit.

### Europa
- London
- Hamburg
- Antwerpen

### Afrika
- Kapstadt

### Asien/Pazifik
- Mumbai
- Hongkong
- Jakarta
- Ho-Chi-Minh-City
- Seoul
- Shanghai
- Singapur
- Manila
- Sydney
- Tokio
- Taipeh

### Amerika
- Miami
- New Jersey
- Rio de Janeiro
- San Francisco
- Seattle
- Houston
- Atlanta
- Hamilton (Bermuda)
- Danville
- Lexington